# 基爾納西夫卡
48°35′29″N 28°58′48″E / 48.59139°N 28.98000°E

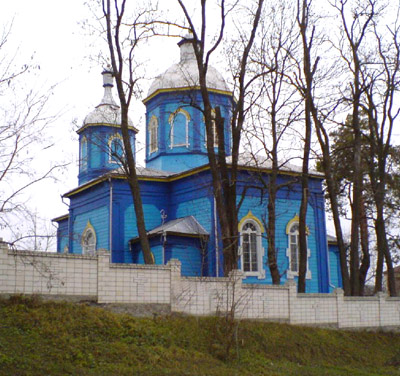
教堂

基爾納西夫卡（羅馬化：Kyrnasicka）是烏克蘭西部文尼察州圖利欽區图利钦市镇内的鎮。距離圖利欽15公里，面積6.45平方公里，2011年人口5,334，人口密度每平方公里827人。